# Eupithecia cuneilineata
Eupithecia cuneilineata es una especie de polilla de la familia Geometridae. La especie fue descrita por primera vez por William Warren habiendo sido descrita en 1905, con distribución en Perú. El sintipo de la especie fue descrita en Santo Domingo, Provincia de Carabaya. Es una polilla de mediano tamaño, con una envergadura de 24 milímetros (0,9 plg). Sus alas son de color gris anaranjado. La cabeza, el tórax y abdomen tienen el mismo tono anaranjado.